# PGC 3589
LEDA/PGC 3589, auch ESO 351-30 und Elliptische Sculptor-Zwerggalaxie genannt, ist eine elliptische Zwerggalaxie vom Hubble-Typ E im Sternbild Bildhauer am Südsternhimmel. Sie hat einen Durchmesser von etwa 5.000 Lichtjahren. Die Galaxie gilt als Mitglied der Sculptor-Gruppe.